# Uulu
Uulu – wieś w Estonii, w prowincji Parnawa, w gminie Tahkuranna.